# شبدر چهاربرگ

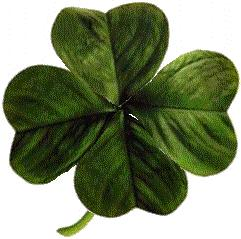
شبدر چهار برگ نمادی از شانس است.

شبدر چهار برگ نتیجه تغییرات غیرعادی در شبدر سه برگ است. شبدر سه برگ به‌عنوان نمادی برای تثلیث مسیحیت به وسیلهٔ سن پاتریک بکار برده می‌شد. بر اساس سنت، یافتن شبدر چهار برگ نشانه خوش شانسی است. به‌ویژه اگر به صورت تصادفی بوسیلهٔ فرد یافت شود. باور برخی بر این است که هر برگ نمادی از چیزی‌است: برگ نخست ایمان، برگ دوم امید، سوم عشق، و چهارم شانس.
شبدر چهاربرگ به دلیل نایابی و کم‌یابی، همیشه با خوشبختی و خوش‌شانسی همراه بوده است. این نماد در فرهنگ‌های مختلف به عنوان یک طلسم برای جذب شانس و دفع بدشانسی استفاده می‌شود.
از آنجایی که شبدر نماد ملی ایرلند است، این نماد همچنین به عنوان نماد خوشبختی، قدرت و برکت نیز شناخته می‌شود. در فرهنگ ایرلندی، شبدر چهاربرگ اهمیت ویژه‌ای دارد و اغلب در مراسم‌ها و جشن‌های مرتبط با روز سنت پاتریک، به عنوان یک نماد شانس و خوشبختی دیده می‌شود.